# 普里莫尔斯基 (滨海边疆区)
普里莫尔斯基（羅馬化：Primorskiy）是俄罗斯滨海边疆区的市级镇，属哈桑区，地处滨海边疆区西南部，位于阿穆尔湾流域两条小河克德罗瓦亚（Кедровая）和巴拉巴舍夫卡（Барабашевка）河间，在区行政中心哈桑镇东北、边疆区首府符拉迪沃斯托克（海参崴）西方，东距阿穆尔湾不远。
该地2022年人口有1,819人；2010年人口2,241；2002年人口1,750；1989年人口1,509。